# Gérard Bauër
Pour les articles homonymes, voir Bauer.
Ne doit pas être confondu avec Gérard Bauer.
Gérard Bauër, né le 7 octobre 1888 au Vésinet (alors en Seine-et-Oise) et mort le 4 septembre 1967 à Paris 7e, est un essayiste et critique français. Il est le petit-fils naturel d'Alexandre Dumas père.

## Biographie
Fils d'Henry Bauër, — fils naturel d'Alexandre Dumas et d'Anna Herzer-Bauër —, et de Pauline Lemariée, il se marie le 23 mai 1932 avec Helena Margareta Van der Zee, dont il divorce le 29 mars 1950.
Après avoir été l'assistant de Georges Clemenceau à L'Aurore, il devient critique littéraire et dramatique à L'Écho de Paris de 1907 à 1935, puis chroniqueur et éditorialiste au Figaro, où il rédige à partir de 1935 le Billet de Guermantes sous le pseudonyme de Guermantes, il publie également, outre cinq volumes de chroniques, un roman, quelques courtes comédies, ainsi que plusieurs ouvrages sur Paris. Aux côtés d'Yvonne Sarcey, il dirige de 1934 à 1940 Les Annales politiques et littéraires.
Directeur de Paris-Presse en 1945, il est membre de l'Académie Goncourt (5e couvert) en 1948 et président honoraire de la Société des gens de lettres. Il obtient en 1959 le grand prix littéraire de la Ville de Paris pour son Rendez-vous avec Paris.
Gérard Bauër est inhumé au cimetière de Charonne dans le 20e arrondissement de Paris. Ses traits ont été fixés par l'artiste peintre Raymonde Heudebert.

## Principales publications
- Sous les mers, roman, 1919
- Recensement de l'amour à Paris, 1922
- Il faut parler le premier, proverbe en un acte, 1924
- Éloge du désordre, 1926
- Les Métamorphoses du romantisme, 1928
- La Parisienne, 1929
- Les boulevards, gravures de Chas Laborde et Carlos-Reymond, 1937
- Les Billets de Guermantes I, 1937
- Les Billets de Guermantes II, 1947
- Instants et visages de Paris, 1951
- Histoire d'un palais de Paris : l'Élysée, 1953
- L'Europe sentimentale, 1954
- Dix rendez-vous avec Paris, 1955
- Rendez-vous avec Paris, 1959
- Rien ne sert d'aimer et 3 autres pièces [On aime ceux qui partent. Un Voisin sait tout. Il faut parler le premier], 1961
- Quelqu'un d'autre, récit pour un film imaginaire, 1963
- Chroniques I, 1934-1953, 1964
- Chroniques II, 1954-1964, 1965[4]
- Chroniques III, 1965-1967, 1967

## Distinctions
- 1920 : prix Montyon pour Sous les mers
- 1931 : prix Alfred-Née de l’Académie française

## Sources
- Denise Bourdet, Gérard Bauer, dans: Visages d'aujourd'hui, Paris, Plon, 1960.